# Крассницер, Харальд
Харальд «Харри» Крассницер (нем. Harald „Harry“ Krassnitzer; род. 10 сентября 1960, Грёдиг) — австрийский актёр и радио- и телеведущий. Он наиболее известен по главной роли доктора Юстуса Хальштейна в австро-немецком телепроекте «Горный врач» производства Sat.1 и роли криминалиста Морица Эйснера в телесериале «Место преступления», которую он воплощает с 1999 года.

## Биография
Харальд родился 10 сентября 1960 года в Грёдиге недалеко от Зальцбурга. Там же прошли его детство и юность. Его отец был слесарем, мать работала на кондитерской фабрике. В возрасте десяти лет Крассницер впервые появился на сцене в рождественском спектакле.
После окончания средней школы Крассницер прошёл обучение актёрскому мастерству в театре Элизабетбюне в Зальцбурге, где он работал с 1984 по 1988 год, в дополнение к стажировке в качестве экспедитора. Затем он два года играл в театре Граца и по одному — в Народном театре в Вене и в Саарском государственном театре в Саарбрюккене. Среди его театральных работ — «Пер Гюнт» Генрика Ибсена, «Машина Гамлета» Хайнера Мюллера, «Царь Эдип» Софокла, «Фауст I» и «Фауст II» Иоганна Вольфганга фон Гёте и «Разбойники» Фридриха Шиллера.
С 1995 года Харальд Крассницер снимается в кино и на телевидении.

## Личная жизнь
С 7 июля 2009 года женат на немецкой актрисе Анн-Катрин Крамер, с которой ранее состоял в романтических отношениях более девяти лет

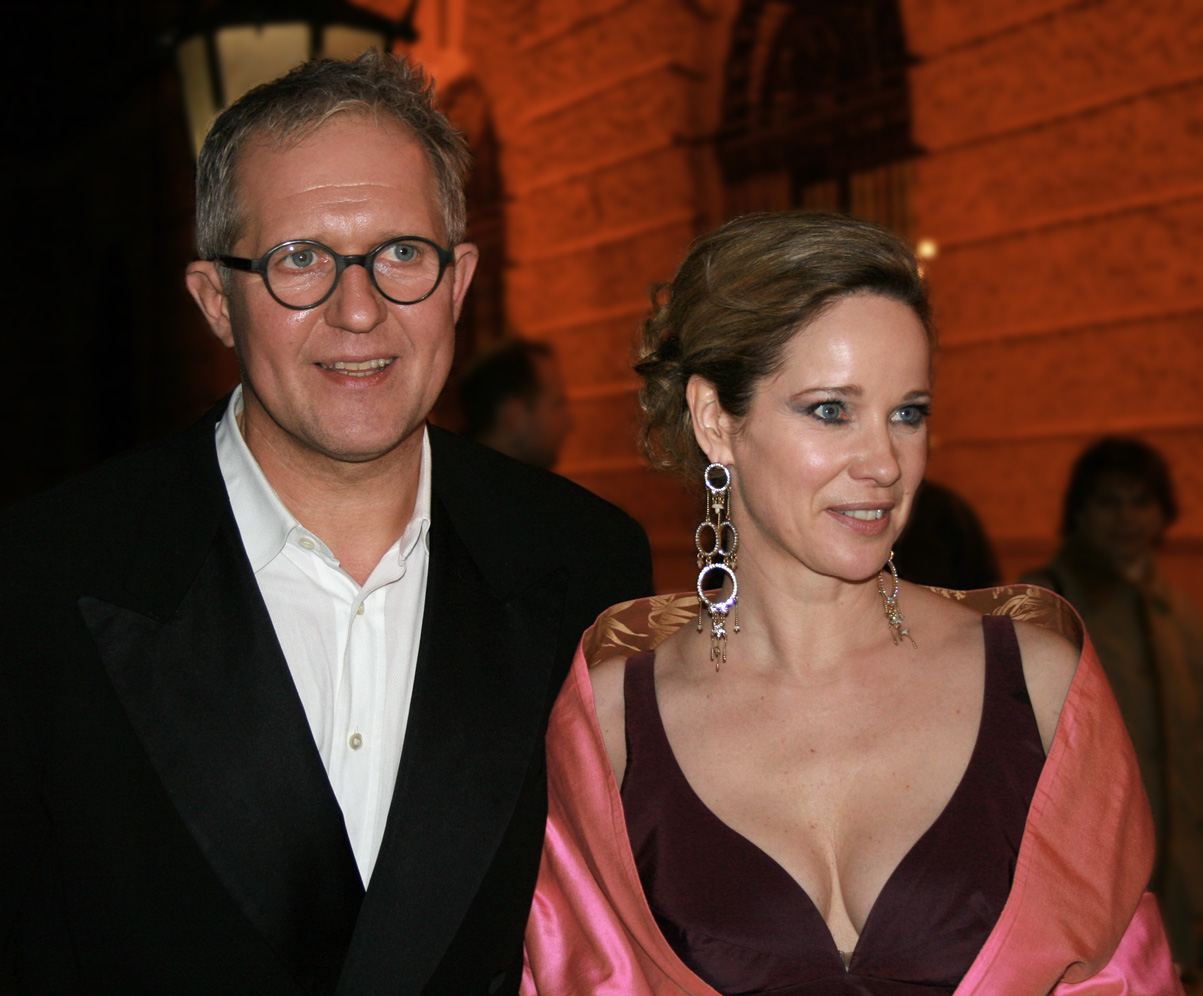
Харальд Крассницер и Анн-Катрин Крамер в 2008 году

Харальд Краснитцер является социал-демократом и регулярно поддерживает Социал-демократическую партию Австрии.